# Enver Faja
Enver Faja, född den 6 april 1934 i Tirana i Albanien, död den 5 oktober 2011 i Strasbourg i Frankrike, var en albansk arkitekt och diplomat. Han var Albaniens ambassadör i Polen från 1992 till 1996.
Enver Fajas yrkesbana spänner sig över femtio år av verksamhet. Artan Shkrell, som är överhuvud för Albaniens arkitektsamfund, kallade honom "en av huvudfigurerna i albansk arkitektur". Några av hans arkitektoniska verk är byggnaderna som inhyser Albaniens nationalhistoriska museum (se Muzeu Historik Kombëtar) och fakulteten för vetenskap vid universitetet i Tirana.
Enver Faja dog vid 77 års ålder efter lång tids sjukdom i Strasbourg i Frankrike. Hans begravning ägde rum vid Nationella konstgalleriet i Tirana.

### Fotnoter
1. ↑  Architect Enver Faja passes away (på engelska), Top Channel, 6 oktober 2011, läs online.[källa från Wikidata]
2. 1 2 3 4  ”Architect Enver Faja passes away”. Top Channel. 6 oktober 2011. Arkiverad från originalet den 10 oktober 2011. https://web.archive.org/web/20111010193707/http://www.top-channel.tv/english/artikull.php?id=3061. Läst 2 november 2011.